# Vryheid

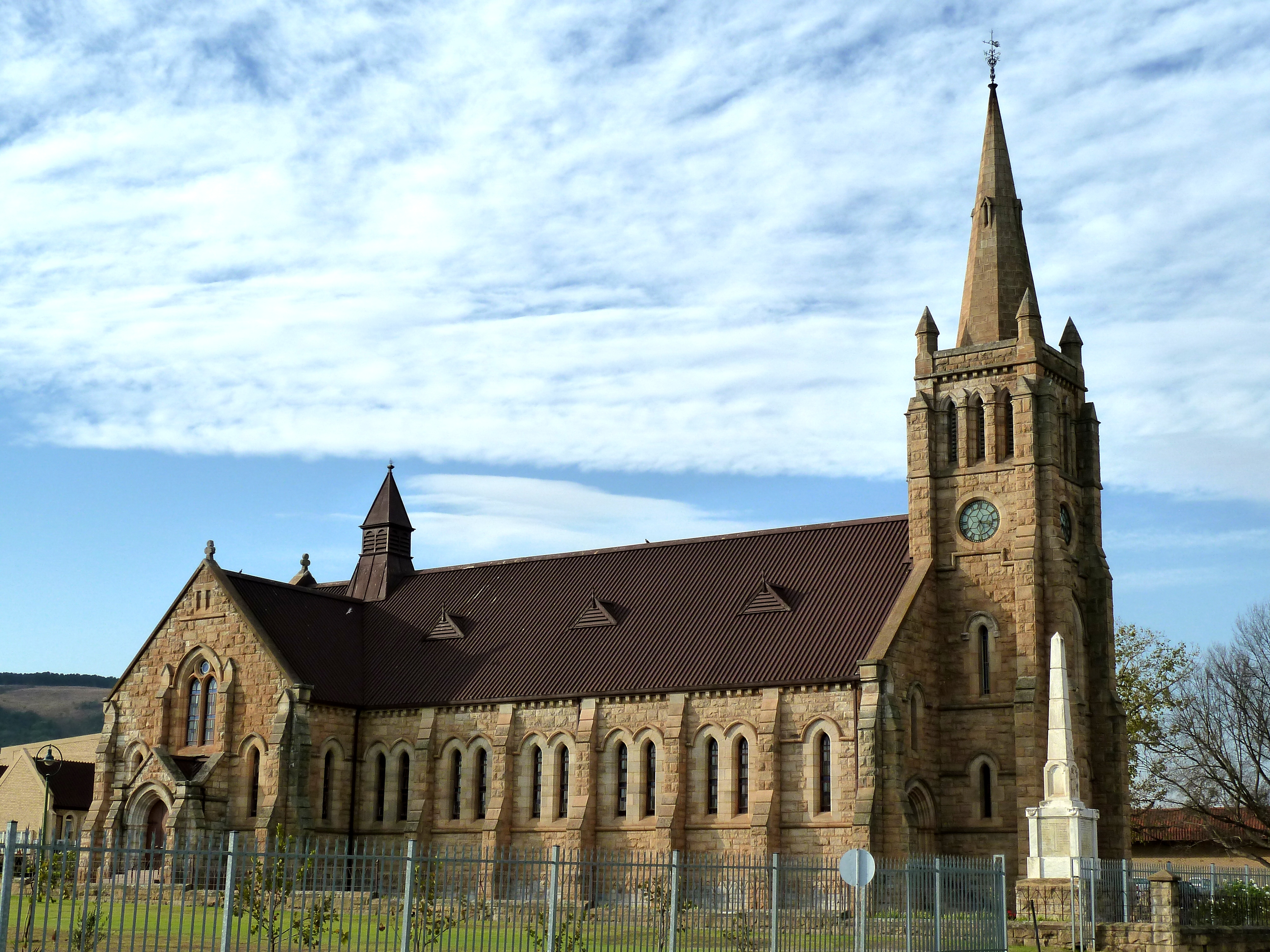
Kerk

Vryheid is een plaats met 47.500 inwoners, in het noorden van de Zuid-Afrikaanse provincie KwaZoeloe-Natal. De steenkoolmijn is de grootste bedrijvigheid in het dorp. Het dorp is het grootste dorp in het district Zululand, en is tevens de zetel van de lokale gemeente Abaqulusi.
Vryheid was tussen 1884 en 1888 de hoofdplaats van de toenmalige Nieuwe Republiek.

## Subplaatsen
Het nationaal instituut voor de statistiek, Stats SA, deelt sinds de census 2011 deze hoofdplaats in in 3 zogenaamde subplaatsen (sub place):
Bhekuzulu • Vryheid East SP • Vryheid SP.

## Geboren
- Colleen De Reuck (1964), atlete